# Hilvarenbeek

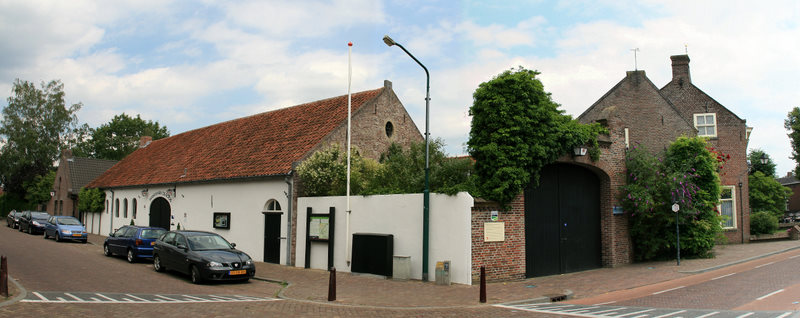
Museet i Hilvarenbeek.

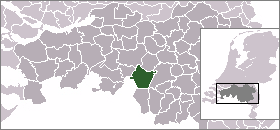
Lägeskarta

Hilvarenbeek är en kommun i provinsen Noord-Brabant i Nederländerna. Kommunens totala area är 96,79 km² (där 1,56 km² är vatten) och invånarantalet är 15 047 invånare (1 februari 2012).
Byar i kommunen är Biest-Houtakker, Diessen, Esbeek, Haghorst och Baarschot med Beerten, Blauwhoef, De Bleek, Dun, Eekhool, Gorp och Groot-Loo som speciella kvarter.